# Kocury, Tỉnh West Pomeranian
Kocury [kɔˈt͡surɨ] (tiếng Đức: Hagenhorst) là một ngôi làng thuộc khu hành chính của Gmina Połczyn-Zdrój, trong quận Świdwin, West Pomeranian Voivodeship, ở phía tây bắc Ba Lan. Nó nằm khoảng 12 kilômét (7 mi) về phía đông nam Połczyn-Zdrój, 33 km (21 mi) về phía đông của Świdwin và 114 km (71 mi) về phía đông của thủ đô khu vực Szczecin.
Trước năm 1945, khu vực này là một phần của Đức. Đối với lịch sử của khu vực, xem Lịch sử của Pomerania.
Làng có dân số 80 người.